# Særslev Sogn (Nordfyns Kommune)
 For alternative betydninger, se Særslev Sogn. (Se også artikler, som begynder med Særslev Sogn)
Særslev Sogn er et sogn i Bogense Provsti (Fyens Stift).
I 1800-tallet var Særslev Sogn et selvstændigt pastorat. Det hørte til Skovby Herred i Odense Amt. Særslev sognekommune blev ved kommunalreformen i 1970 indlemmet i Søndersø Kommune, der ved strukturreformen i 2007 indgik i Nordfyns Kommune.
I Særslev Sogn ligger Særslev Kirke.
I sognet findes følgende autoriserede stednavne:
- Askeby (bebyggelse, ejerlav)
- Eskekilde (bebyggelse)
- Fjællebro Huse (bebyggelse)
- Galgehøj (bebyggelse)
- Hemmerslev (bebyggelse, ejerlav)
- Kildehave (bebyggelse)
- Kollund (bebyggelse)
- Koløkke (bebyggelse)
- Korshøj (bebyggelse)
- Kosterslev (bebyggelse, ejerlav)
- Lundehuse (bebyggelse)
- Maderup (bebyggelse, ejerlav)
- Maderupskov (bebyggelse)
- Moderup (bebyggelse, ejerlav)
- Rækkehuse (bebyggelse)
- Slagstrup (bebyggelse, ejerlav)
- Svendstrup (bebyggelse, ejerlav)
- Særslev (bebyggelse, ejerlav)
- Særslev Hede (bebyggelse)
- Sønder Esterbølle (bebyggelse, ejerlav)
- Tinghøj (bebyggelse)
- Toderup (bebyggelse, ejerlav)
- Vierne Mosehuse (bebyggelse)